# Goryphus inferus
Goryphus inferus är en stekelart som först beskrevs av Szepligeti 1916.  Goryphus inferus ingår i släktet Goryphus och familjen brokparasitsteklar. Inga underarter finns listade i Catalogue of Life.